# Carleton S. Coon
Carleton Stevens Coon (23 de juny de 1904 - 3 de juny de 1981) va ser un antropòleg i professor estatunidenc a la Universitat de Pennsilvània. És conegut sobretot per les seves teories científiques racistes sobre l'evolució paral·lela de les races humanes, que van ser àmpliament discutides durant la seva vida i són considerades pseudocientífiques per la ciència moderna.

## Biografia
Nascut a Wakefield (Massachusetts), Coon es va interessar per l'antropologia després d'assistir a les conferències d'Earnest Hooton a la Universitat Harvard. Va obtenir el seu doctorat l'any 1928 a partir d'un estudi etnogràfic dels berbers del Rif del Marroc. Tornant a Harvard com a professor, va realitzar més treballs de camp als Balcans, el nord d'Àfrica i l'Orient Mitjà. L'any 1948 va ser nomenat professor d'antropologia a la Universitat de Pennsilvània i hi va romandre fins a la seva jubilació el 1963, exercint també com a conservador d'etnologia al Penn Museum. Durant la Segona Guerra Mundial, va ser agent de l'Oficina de Serveis Estratègics (OSS), on va utilitzar el seu treball de camp antropològic com a coberta per a una operació de contraban d'armes al Marroc ocupat pels alemanys. Va rebre la Legió del Mèrit i després de la guerra va mantenir vincles amb l'exèrcit i la successora de l'OSS, l'Agència Central d'Intel·ligència. Va escriure sobre les seves experiències de guerra al seu llibre, A North Africa Story: The Anthropologist as OSS Agent (1980).
Els primers treballs de Coon en antropologia física, com ara The Races of Europe (1939), van ser típics de la seva època. Va descriure els diferents "tipus" racials suposadament presents a les poblacions humanes, però va rebutjar una definició específica de "raça" i no va intentar explicar com van sorgir aquests tipus. Això va canviar després de 1950, quan Coon va intentar defensar un concepte essencialista de raça contra la nova antropologia física de contemporanis com Sherwood Washburn i Ashley Montagu, que van argumentar que la comprensió emergent de la genètica humana va negar la raça com a categoria científica. A The Origins of Races (1962), Coon va exposar la seva teoria que hi havia cinc subespècies diferents d'Homo sapiens que van evolucionar paral·lelament a diferents parts del món, i que algunes havien evolucionat més que altres. El llibre va ser àmpliament criticat en la seva publicació i va marcar una ruptura decisiva entre Coon i el corrent científic. Va dimitir de l'American Association of Biological Anthropologists el 1961, després que aquesta votés per condemnar un llibre de supremacisme blanc escrit pel cosí de Coon, Carleton Putnam. Tot i que Coon va continuar defensant les seves teories fins a la seva mort i va rebutjar les acusacions que era racista, ellas ràpidament van ser excloses del consens científic com a "antiquades [...], tipològiques i racistes".
A part de l'antropologia física, Coon va dur a terme una sèrie d'excavacions arqueològiques de jaciments de coves de l'edat de pedra a l'Iran, l'Afganistan i Síria. Aquestes incloïen la cova de Bisitun, on va descobrir rastres dels neandertals, i la cova de Hotu, que segons ell mostrava evidències de l'agricultura primerenca, tot i que les excavacions posteriors van demostrar que això era fals. També va ser un defensor de tota la vida de l'existència de críptids "Homes salvatges" com el Sasquatch i el Ieti, que creia que eren poblacions relíquies de simis semblants als humans que, quan es trobessin, donarien suport a la seva teoria dels orígens separats de les races humanes. Va estar involucrat en la planificació d'expediciós de "caça de Yeti" al Nepal i al Tibet, tot i que també s'ha especulat que aquestes eren una cobertura per a l'espionatge.
Coon es va casar dues vegades, primer amb Mary Goodale i després amb Lisa Dougherty Geddes. Va tenir dos fills, inclòs Carleton S. Coon Jr., un diplomàtic que va exercir com a ambaixador estatunidenc al Nepal. Va morir a Gloucester (Massachusetts) el 1981.